# Sanctus Wanok
Sanctus Lino Wanok (ur. 7 kwietnia 1957 w Atyak-Yamo) – ugandyjski duchowny rzymskokatolicki, w latach 2011–2018 biskup Nebbi, od 2019 biskup Lira.

## Życiorys
Święcenia kapłańskie przyjął 27 września 1986 i został inkardynowany do diecezji Arua. Po święceniach został wikariuszem w Nyapei, a w latach 1988-1991 był wykładowcą seminarium w Masace. W latach 1991–1995 studiował biblistykę w Rzymie. Od 1994 był prezbiterem diecezji Nebbi. Po powrocie do kraju objął funkcję wykładowcy seminarium w Ggaba, a w 2006 został proboszczem w Paidha oraz wikariuszem generalnym diecezji.
8 lutego 2011 został prekonizowany biskupem Nebbi. Sakry biskupiej udzielił mu 30 kwietnia 2011 abp John Baptist Odama.
23 listopada 2018 otrzymał nominację na biskupa diecezji Lira, zaś 9 lutego 2019 kanonicznie objął urząd.